# Copa dels Alps de futbol
La Copa dels Alps (Coppa delle Alpi) va ser una competició internacional de futbol, creada el 1960. Deixà de disputar-se el 1987. Des de 1988 i fins al 1994 s'organitzà el torneig Memorial Pier Cesare Baretti, també conegut com a Torneig de Saint Vincent, Val d'Aosta. Sovint ha estat considerat com un torneig successor de la Copa dels Alps.

## Participants
- 1960-1961: competició entre seleccions.
- 1962-1962: competició entre equips francesos, italians i suïssos.
- 1963-1966: competició entre equips italians i suïssos.
- 1967-1968: competició entre equips alemanys, italians i suïssos.
- 1969-1971: competició entre equips italians i suïssos.
- 1972-1987: competició entre equips francesos i suïssos.
- 1988-1994: Memorial Pier Cesare Baretti.

## Historial

### Copa dels Alps (1960-1987)
| Any  | Vencedor                    | Marcador                    | Finalista                   |
| ---- | --------------------------- | --------------------------- | --------------------------- |
| 1960 | Selecció de futbol d'Itàlia | Selecció de futbol d'Itàlia | Selecció de futbol d'Itàlia |
| 1961 | Selecció de futbol d'Itàlia | Selecció de futbol d'Itàlia | Selecció de futbol d'Itàlia |
| 1962 | Genoa CFC                   | 1 - 0                       | Grenoble Foot 38            |
| 1963 | Juventus FC                 | 3 - 2                       | Atalanta BC                 |
| 1964 | Genoa CFC                   | 2 - 0                       | Calcio Catania              |
| 1965 | No es disputà               | No es disputà               | No es disputà               |
| 1966 | SSC Napoli                  | 8 pts - 6 pts (lligueta)    | Juventus FC                 |
| 1967 | Eintracht Frankfurt         | 9 pts - 7 pts (lligueta)    | TSV 1860 München            |
| 1968 | FC Schalke 04               | 3 - 1                       | FC Basel                    |
| 1969 | FC Basel                    | 3 - 1                       | Bologna FC 1909             |
| 1970 | FC Basel                    | 3 - 2                       | ACF Fiorentina              |
| 1971 | SS Lazio                    | 3 - 1                       | FC Basel                    |
| 1972 | Nîmes Olympique             | 7 - 2                       | FC Girondins de Bordeaux    |
| 1973 | Servette FC                 | 1 - 0                       | Lausanne Sports             |
| 1974 | BSC Young Boys              | 2 - 1                       | FC Basel                    |
| 1975 | Servette FC                 | 3 - 0                       | FC Basel                    |
| 1976 | Servette FC                 | 2 - 1                       | Nîmes Olympique             |
| 1977 | Stade Reims                 | 3 - 1                       | SC Bastia                   |
| 1978 | Servette FC                 | 4 - 0                       | Lausanne Sports             |
| 1979 | AS Monaco FC                | 3 - 1                       | FC Metz                     |
| 1980 | FC Girondins de Bordeaux    | 3 - 0                       | Nîmes Olympique             |
| 1981 | FC Basel                    | 2 - 2 pr, 5-3 pen           | FC Sochaux-Montbéliard      |
| 1982 | FC Nantes Atlantique        | 1 - 0                       | Neuchâtel Xamax             |
| 1983 | AS Monaco FC                | 2 - 1                       | AJ Auxerre                  |
| 1984 | AS Monaco FC                | 2 - 0                       | Grasshopper-Club Zürich     |
| 1985 | AJ Auxerre                  | 1 - 0                       | AS Monaco FC                |
| 1986 | No es disputà               | No es disputà               | No es disputà               |
| 1987 | AJ Auxerre                  | 3 - 1                       | Grasshopper-Club Zürich     |

### Memorial Pier Cesare Baretti (1988-1994)
| Any  | Vencedor       | Marcador                 | Finalista       |
| ---- | -------------- | ------------------------ | --------------- |
| 1988 | UC Sampdoria   | 1 - 1 pr, 5-4 pen        | ACF Fiorentina  |
| 1989 | ACF Fiorentina | 0 - 0 pr, 5-3 pen        | UC Sampdoria    |
| 1990 | Torino Calcio  | 2 - 1                    | ACF Fiorentina  |
| 1991 | Genoa CFC      | 3 pts - 3 pts (lligueta) | República Txeca |
| 1992 | Juventus FC    | 4 pts - 2 pts (lligueta) | ACF Fiorentina  |
| 1993 | Juventus FC    | 6 pts - 6 pts (lligueta) | Torino Calcio   |
| 1994 | SS Lazio       | 5 pts - 3 pts (lligueta) | Everton FC      |